# Begum
Begum, begam, begún o baigum (en persa: بیگم‎, en turco: Begüm) es, en turco, un título dado a los miembros femeninos de la familia de un bey, un jefe del antiguo Imperio otomano. El término begún deriva de la palabra beg, y significa miembro femenino de la familia del Beg. También se utiliza begzadi, que significa hija del Beg.
Ha sido adaptado para su uso en Asia del sur como título honorífico dado a mujeres con un rango determinado. Suele ser otorgado a mujeres de la realeza y de la aristocracia, y también a mujeres con alto estatus social. El título está ligado a una pensión y a una serie de beneficios, y podía ser conservado una vez muriese el padre o el marido. También puede significar "reina".
El término se dio a conocer en occidente, especialmente en el mundo francófono debido a la novela de 1879 de Julio Verne Los quinientos millones de la begún (en francés Les Cinq cents millions de la Begum).
Coloquialmente, el término también se usa en Pakistán y Bangladés por hombres musulmanes para referirse a sus mujeres o como título honorífico para mujeres casadas o viudas.